# Маса Боннора - Еберта
Маса Боннора—Еберта — найбільше значення маси газової ізотермічної сфери, зануреної в середовище, що зазнає тиску, при якому ця сфера може залишатися в гідростатичній рівновазі. Хмари газу з масою, що перевищує масу Боннора-Еберта, неминуче зазнають гравітаційного колапсу, утворюючи при цьому менші і щільніші об'єкти. Оскільки гравітаційний колапс хмари міжзоряного газу є першим етапом утворення протозорі, то маса Боннора-Еберта є важливим параметром зореутворення.
Для газової хмари, зануреної в середовище з тиском {\displaystyle P_{0}}, маса Боннора-Еберта визначається виразом
{\displaystyle M_{BE}={C_{BE}v_{T}^{4} \over {\sqrt {P_{0}G^{3}}}},}
де {\displaystyle G} — гравітаційна стала, {\displaystyle v_{T}\equiv {\sqrt {kT/{\mu }}}} — ізотермічна швидкість звуку ({\displaystyle \gamma =1}), {\displaystyle k} — стала Больцмана, {\displaystyle \mu } — молекулярна маса. Безрозмірна константа {\displaystyle C_{BE}\simeq 1.18.}